# Haderslevhus
 Denne artikel bør gennemlæses af en person med fagkendskab for at sikre den faglige korrekthed.

Haderslevhus er et kulturhus og spillested, der ligger i Slotsgade 33 i Haderslev. Bygningen ejes privat og anvendes til lørdagsbal med levende musik og dans for voksne, samt bruges af foreninger, teater, selskaber, koncerter og lørdagsbal.
Borgerforeningen/Bürgerverein står skrevet over døren og huset tilhørte i mange år det tyske mindretal i byen.
Forhuset mod Slotsgade er også kendt for at have huset det berygtede morgenværtshus Ridderbar, som blev lukket den 15. Maj 2018 i forbindelse med ejerskifte.[kilde mangler]
Andre kendte beværtninger på adressen var Borgerforeningen, Dachau og Nattergalen, hvor det forlyder at Kim Larsen og Mogens Mogensen skrev sangen “Smukke Charlie”.
De fire bygninger på matriklen blev opført som tysk forsamlingshus i 1838. Den store sal har både teaterscene og orkestergrav og blev under 1. Verdenskrig anvendt som lazaret.
Bürgerverein zu Hadersleben blev stiftet den 18.11.1838 og bygningen blev renoveret i 1902.
Bygning 1 har eget våbenskjold på facaden, byggestil fra mange årtier og hvis væggene kunne tale, ville de fortælle om et utal af operetter, bal, foreningsliv, møder og fester, som har fundet sted i huset igennem tiderne.
Haderslevhus er også kendt som Borgerforeningen. Rockazino, Gnags, Bamses Venner, Kandis, Natasja, og Gasolin har optrådt på stedet, hvor der også fortsat holdes danseaftener når der er lørdagsbal med levende musik og dans fra kl 20-01 hver weekend.

## Etymologi
Det middelalderlige slot Haderslevhus nævnes første gang i 1326, da Christoffer 2.s søn sad fanget indtil borgen 3 år senere blev afbrændt af jyderne.
Det nuværende Haderslevhus blev oprindeligt bygget på ruinerne af det middelalderlige slot. På det højeste punkt hvor tårnet lå, og voldgraven startede.

## Bygningshistorie
Christian 1. underskrev 1448 sin håndfæstning på borgen, og Christian 3. blev i 1525 statholder(?) på Haderslevhus, hvor også hans søn – den senere Frederik 2. – blev født i 1534.
Da hertug Hans den Ældre overtog borgen i 1540 omtales den som en ren røverrede, og han iværksatte bygningen af Hansborg – Danmarks første renæssanceslot.
Da Hertug Hans døde i 1580 arvede Frederik 2. slottet, og i 1597 blev Christian 4. viet på Haderslevhus til Anna Catharina af Brandenburg. Senere benyttede han slottet til elskovsmøder med Kirsten Munk.
I 1627 brændte store dele af Haderslev, og byen blev besat af Torquato Conti. I 1644 fulgte Torstensons besættelse, og Hansborg blev brændt af. Det blev ikke genopført, men stenene anvendtes i stedet af byens borgere til genopbygningen af byen.